# Edda Göring
Edda Carin Wilhelmine Göring (2 de junio de 1938 – 21 de diciembre de 2018) fue la hija única del político alemán, dirigente militar y miembro principal del Partido Nacionalsocialista Obrero Alemán Hermann Göring, por su segundo matrimonio con la actriz alemana Emmy Sonnemann. 
Nacida un año antes del estallido de la Segunda Guerra Mundial, Edda pasó sus primeros años de vida con su madre en la propiedad familiar de Carinhall. Recibía obras de arte históricas como regalos, incluyendo una pintura de la Virgen con el Niño de Lucas Cranach el Viejo.
En la fase final de la guerra, ella y su madre se mudaron a su casa de montaña en Obersalzberg, cerca de Berchtesgaden. Después de la guerra, ingresó en un colegio femenino, luego estudió en la Universidad de Múnich, y a continuación ejerció como asistente legal. En los años 1950 y 1960 muchos de los valiosos regalos que recibió de niña, incluyendo la Virgen con el Niño de Cranach, se convirtieron en objeto de largas batallas legales, la mayoría de las cuales finalmente perdió en 1968.
A diferencia de los hijos de otros nazis de alto rango, como Gudrun Himmler y Albert Speer Jr., Göring no habló en público sobre la carrera de su padre. Sin embargo, en 1986 fue entrevistada para la televisión sueca y habló con cariño de ambos padres.

## Biografía

### Nacimiento
Edda nació el 2 de junio de 1938. Su padre recibió aproximadamente 628.000 mensajes de felicitación por el nacimiento de su hija; los tributos llegaron de todo el mundo, incluyendo telegramas de los lores británicos Halifax y Londonderry. El historiador Giles MacDonogh más tarde describió la reacción alemana al nacimiento:

"El Reich estaba jubiloso el 2 de junio. Su primera dama, Emmy Göring, dio a luz una niña. La niña se llamaba Edda. La actriz tenía 45 años y su esposo había recibido un disparo en la ingle durante el Punch de Múnich, por lo que se habló de un nacimiento milagroso. Cuando Hermann fue a buscar a su esposa e hija al sanatorio diez días después, las calles estaban oscurecidas por las multitudes que lo vitoreaban".

A menudo ha sido sugerido que el nombre Edda le fue dado en honor de la hija de Benito Mussolini, pero su madre declaró que no fue así. El 4 de noviembre de 1938, fue bautizada en Carinhall, y Adolf Hitler fue su padrino. La ocasión fue informada por la revista Life, con muchas fotografías de Edda, sus padres y Hitler, quienes disfrutaron mucho del evento. Sus regalos de bautismo incluyeron dos pinturas de Lucas Cranach el Viejo.
Para disgusto de Heinrich Himmler, se descubrió que ni Emmy ni la niñera de Edda eran miembros del Partido Nazi, pero esto pronto fue corregido cuando Göring arregló para que Emmy se uniera al partido. Siguiendo las instrucciones de Hitler, recibió la Placa Dorada del Partido, un premio poco común originalmente reservado para miembros fundadores, partidarios de largo plazo, o personas que habían mostrado un servicio excepcional al partido.

### Primeros años
Edda creció en Carinhall y como otras hijas de dirigentes y altos funcionarios nazis era llamada Kleine Prinzessin ("Pequeña princesa"). Cuando cumplió un año, el periodista Douglas Reed escribió en Life que era una especie de "princesa heredera nazi".
En 1940, la Luftwaffe pagó una réplica a pequeña escala del palacio de Federico el Grande en Sanssouci levantada en un huerto de Carinhall para que le sirviera de casa de muñecas. Con unos 50 metros de largo, 7 metros de ancho y 3½ metros de alto, contaba en su interior con un teatro en miniatura, completo con escenario y telón; el fastuoso regalo era llamado Edda-Schlösschen ("el pequeño palacio de Edda").
Dada la edad tardía de la madre y los rumores de que las heridas en la ingle y cadera habían dejado a Göring impotente, en 1940 la revista Der Stürmer imprimió una historia alegando que Edda había sido concebida por inseminación artificial. Un furioso Göring, que ya despreciaba a Streicher, exigió una acción a Walter Buch, el regulador supremo del Partido Nazi, contra el editor, Julius Streicher. Buch declaró  que estaba a punto para "detener a esa mente enferma de una vez por todas", pero Hitler intervino para salvar a Streicher y el resultado fue que fue despojado de algunos honores, pero se le permitió seguir publicando Der Stürmer desde su granja cerca de Núremberg.

### 1945 y posguerra
Durante las etapas finales de la Segunda Guerra Mundial en Europa, Göring se retiró a su casa de montaña en Obersalzberg, cerca de Berchtesgaden, llevándose a Emmy y Edda con él. El 8 de mayo de 1945, Día del Armisticio en Europa, la Wehrmacht alemana se rindió incondicionalmente, y el 21 de mayo, unos días antes de su séptimo cumpleaños, Edda fue internada con su madre en el Palace Hotel controlado por EE. UU., cuyo nombre en código era 'Campamento Ashcan' en Mondorf en Luxemburgo. En 1946, las dos habían sido liberadas y vivían en una de sus propias casas, Burg Veldenstein, en Neuhaus, cerca de Nuremberg. Allí fueron visitadas por el oficial estadounidense John E. Dolibois, que describió a Edda como "una hermosa niña, la viva imagen de su padre. Brillante y alegre, educada y bien entrenada". Durante los Juicios de Núremberg, a Edda se le permitió visitar a su padre en prisión. Este fue encontrado culpable de crímenes de guerra y sentenciado a muerte, pero el 15 de octubre de 1946, la noche anterior a su ejecución, Göring se suicidó tragando una píldora de cianuro.
En abril de 1946, Emmy y Edda Göring vivían en una casa pequeña en Sackdilling.
En 1948, mientras vivía cerca de Hersbruck con su madre y su tía Else Sonnemann, Edda ingresó en el St Anna-Mädchenoberrealschule ("Instituto de Santa Ana para Chicas") en Sulzbach-Rosenberg en Baviera donde permaneció hasta su graduación. En noviembre de 1948, la familia se mudó a Etzelwang para estar más cerca de la escuela. En 1949, Emmy afrontó problemas legales al respecto de algunas posesiones valiosas y explicó que eran propiedad de Edda, de diez años. Tras terminar la escuela, Edda estudió leyes en la Universidad de Múnich y se convirtió en asesora legal, y más tarde trabajó para un doctor. Una carta privada de un pariente desconocido en 1959 declaró que "la criatura es ahora una jovencita, esbelta, rubia y bonita. Vive con su madre en el 5.º piso de un bloque de apartamentos moderno en el centro de la ciudad de Múnich".

### Vida posterior
En sus últimos años, Edda trabajó en el laboratorio de un hospital y esperaba convertirse en técnica médica. Era una invitada habitual de la mecenas de Hitler Winifred Wagner cuyo nieto, Gottfried Wagner, más tarde recordó:

"Mi tía Friedelind se indignó cuando mi abuela floreció lentamente de nuevo como primera dama de los grupos de derecha y recibió a amigos políticos como Edda Göring, Ilse Hess, el expresidente del partido nazi Adolf Von Thadden, Gerdie Troost, esposa del arquitecto nazi y amigo de Hitler Paul Ludwig Troost, el líder fascista británico Oswald Mosley, el director de cine nazi  Karl Ritter y el autor racista y exlíder cultural del Reich Hans Severus Ziegler".

 
Edda trabajó en una clínica de rehabilitación en Wiesbaden y se dedicó a cuidar de su madre, permaneciendo con ella hasta su muerte el 8 de junio de 1973. Después del deceso, Edda fue durante cinco años la compañera sentimental del periodista de la revista Stern Gerd Heidemann. Heidemann había comprado el yate Carin II, el cual había pertenecido a Hermann Göring, y según Peter Wyden: "Él encantó a Edda, hermosa, soltera, y dedicada a la memoria de su padre, el Reichsmarschall, y empezó un romance con él. Juntos, organizaron eventos sociales a bordo del barco. Gran parte de las conversaciones eran sobre Hitler y los nazis, y los invitados de honor eran testigos presenciales de la época añorada, dos generales, Karl Wolff y Wilhelm Mohnke".
Durante algunos años Edda hizo apariciones públicas, asistiendo a memoriales nazis y participando en eventos políticos, pero más tarde se volvió más retraída. A diferencia de los hijos de otros nazis de alto rango, como Gudrun Himmler y Albert Speer, Jr., ella nunca comentó públicamente sobre el papel de su padre en el Tercer Reich o el Holocausto. En los años 1990, dijo de su padre en una entrevista:

"Lo amaba mucho y era obvio cuánto me amaba él. Mis únicos recuerdos de él son tan cariñosos que no puedo verlo de otra manera. De hecho, espero que casi todo el mundo tenga una opinión favorable de mi padre, excepto quizás en Estados Unidos. Fue un buen padre para mí".

En 2010, Edda dijo de su tío Albert Göring para un artículo en The Guardian: "Él ciertamente podría ayudar a personas necesitadas financieramente con su influencia personal, pero, tan pronto como fuera necesario implicar a oficiales o autoridades superiores, entonces tenía que tener el apoyo de mi padre, que lo conseguía".
Los gobiernos de la Alemania Occidental y la Alemania reunificada denegaron a Edda Göring la pensión normalmente otorgada a los hijos de antiguos ministros del Reich. En 2015, se informó que todavía seguía viviendo en Múnich. En aquel año, solicitó sin éxito al Parlamento Regional Bávaro una compensación con respecto a la expropiación del legado de su padre. Un comité unánimemente negó su petición.
Falleció el 21 de diciembre de 2018 y fue enterrada en una ubicación no revelada en el Múnich Waldfriedhof.

## Disputa legal sobre la Virgen de Cranach
Al momento de su bautismo en noviembre de 1938, Edda recibió varias obras de arte como regalos, incluyendo una pintura de la Virgen con el Niño de Lucas Cranach el Viejo, un presente de la ciudad de Colonia, que formaba parte de una colección oficial confiada a la oficina del burgomaestre (alcalde), pintura anteriormente en exhibición en el Museo Wallraf-Richartz de Colonia. El alcalde entonces, Karl Georg Schmidt era miembro del partido Nazi desde 1923 y aliado político de Hermann Göring.
Después de la guerra, la ciudad de Colonia solicitó la devolución de la pintura, alegando que los obsequios habían sido entregados a Edda de mala gana bajo la presión de Göring. Al abogado general Philipp Auerbach, comisario estatal para la persecución racial, religiosa y política en Baviera, se le confió el regreso de muchas de las obras de arte atesoradas por los Göring, y la batalla legal sobre la obra de Cranach duró 15 años. En la primera audiencia, en el tribunal regional de Colonia, se dictó sentencia a favor de la ciudad. Edda, que en ese momento estudiaba Leyes, apeló esta decisión al Tribunal Regional Superior de Colonia, que en 1954 anuló la decisión del tribunal de primera instancia. La historiadora Anna Sigmund informa que el tribunal de apelación "llegó a la conclusión de que [Hermann] Göring no había ejercido ninguna presión" y "al contrario", el alcalde de turno (Schmidt) había "tratado de ganarse el favor para la ciudad de Colonia regalando la pintura de Cranach". Esa fue la segunda victoria legal de Edda Göring en 1954. Ya había logrado obligar al estado de Baviera a devolverle sus joyas valoradas en 150,000 marcos que le había confiscado.
Las autoridades continuaron adelante con el caso de la pintura de Cranach, y en enero de 1968 el Tribunal Federal de Justicia de Alemania en Karlsruhe dictó sentencia definitiva a favor de la ciudad de Colonia. Para entonces, tanto el estado de Baviera como la República Federal Alemana habían reclamado la pintura, que fue devuelta al Museo Wallraf-Richartz.

### Impresas
- Angolia, John (1989). For Führer and Fatherland: Political & Civil Awards of the Third Reich. R. James Bender. ISBN 978-0912138169.
- Bertz, Michael (2008). Looting and Restitution: Jewish-Owned Cultural Artifacts from 1933 to the Present. Wallstein Publishing. ISBN 978-3-8353-0361-4.
- Brockdorff, Werner (1969). Escape from Nuremberg: Plans and Organization of the Escape Routes of the Nazi Prominence.
- Manvell, Roger (2011). Goering. London: Skyhorse. ISBN 978-1-61608-109-6.
- MacDonogh, Giles (1998). 1938: Hitler's Gamble. London: Constable. ISBN 978-1-84529-845-6.
- Göring, Emmy (1972). My Life with Göring. London: David Bruce & Watson.
- Göring, Emmy (1967). On My Husbands Events and Confessions. Saxony: Gottingen.
- Guenther, Irene (2004). Fashioning Women in the Third Reich. Frankfurt am Main: Berg.
- Knopf, Stefan (2007). Goring's Reich: Self-dramatization in Carinhall. Berlin.
- Dolibois, John E. (2001). Pattern of Circles: an Ambassador's Story. Kent State University Press.
- Posner, Gerald L. (1991). Hitler's Children: Sons and Daughters of Leaders of the Third Reich. ISBN 9780394582993.
- Lippe, Viktor von der (1951). Nuremberg Diary Entries from November 1945 to October 1946. Berg, Frankfurt am Main: R. James Bender.
- Lebert, Stephan (2000). Because You Carry My Name: The Heavy Legacy of the Prominent Nazi Children. Munich: Karl Blessing Verlag.
- Lachenmann, Helmut (2002). Participants in a Mass Migration. Düsseldorf, Rhine-Ruhr.
- Sagstetter, Maria Rita (2001). Hermann Göring at Castle Veldenstein and Sackdilling. Bavaria, Munich.
- Sigmund, Anna Maria (2001). The Women of the Nazis. Bavaria, Munich.
- Wagner, Gottfried (2006). Our Zero Hour: Germans and Jews after 1945. ISBN 3-205-77335-7.
- Wyden, Peter (2001). The Hitler Virus: the Insidious Legacy of Adolf Hitler. ISBN 1-55970-532-9.
- Klein, Adolf (1983). Cologne in the Third Reich. Cologne, North Rhine-Westphalia.
- Francini, Georg (2001). The transfer of Cultural Property in Switzerland and Over the Question of Restitution (1933–1945). Zurich, Canton of Zürich.
- Pringle, Robert (2008). Inventing God. Zurich, Canton of Zürich: Pudding House. ISBN 978-1-58998-657-2.

### En línea
- Burke, William Hastings (20 de febrero de 2010). «Albert Göring, Hermann's Anti-Nazi Brother». The Guardian. Consultado el 6 de mayo de 2014.
- «Edda Göring: Madonna ohne Makel». Spiegel Online (en alemán) (Der Spiegel) 8. 21 de febrero de 1962. Consultado el 5 de mayo de 2014.
- «Göring-Tochter Fordert Geld vom Freistaat Zurück» (en alemán). Süddeutsche Zeitung. Consultado el 23 de abril de 2015.
- «Government Keeps After Business; Nazis Cuss Roosevelt; A Gould Comes Out». Life. 14 de noviembre de 1938. Consultado el 5 de mayo de 2014.